# قنبرة سوداء متوجة
قنبرة سوداء متوجة أو اسويد اباط (الاسم العلمي: Eremopterix nigriceps) (بالإنجليزية: Black-crowned Sparrow-Lark)‏، هو طائر ينتمي إلى قبرة (فصيلة: Alaudidae) ، اسويد اباط: أطلق أهالي المنطقة على هذا الطائر (اسويد اباط) نسبة إلى وجود اللون الأسود تحت جناحيه كأنها تحاكي منطقة الإبط (مجازاً) تظهر بوضوح عند الطيران، يعرف أيضا باسم قنبرة سوداء متوجه، قبرة سوداء الرأس.
طائر مهاجر ومقيم معشش يتميز بصغر حجمه حيث يتوارح طوله من 10 _ 12 سم تقريباً. يتواجد في المناطق شبه الصحراوية والمناطق الرملية المفتوحة عند السواحل.
للطائر منقار قوي مخروطي الشكل، ويمكن التعرف على الذكر والأنثى من خلال الحجم ولون الريش.
الذكر ملفت للنظر بصدره الأسود إذ يغطي اللون الأسود قمة الرأس، والعنق، البطن ومنطقة تحت الأجنحة (الإبط)، والشريط المار بالعينين، والطوق حول العنق، ويغطي اللون الرملي الشاحب السطح الظهري.
أما ريش  الأنثى  فهو رملي اللون من أعلى وأبيض اللون من أسفل ويغطي اللون الأسود منطقة ما تحت الأجنحة.

## المشخصات
هي من الطيور الاجتماعية تتواجد في أسراب تصل إلى المئات حول المواقع المفضلة له ونادراً ما تتواجد فرادى حيث تترك أغلبية هذه الطيور أماكن تكاثرها أثناء الشتاء، وتتواجد أعشاش هذه الطيور في مجموعات أو مستعمرات تحت ظل الشجيرات الصحراوية الصغيرة.

## التغذية
يتغذى اسويد اباط على البذور.